# Cristepilysta cristipennis
Cristepilysta cristipennis är en skalbaggsart som beskrevs av Stefan von Breuning 1951. Cristepilysta cristipennis ingår i släktet Cristepilysta och familjen långhorningar. Inga underarter finns listade i Catalogue of Life.